# Mahalon
Mahalon är en kommun i departementet Finistère i regionen Bretagne i västra Frankrike. Kommunen ligger i kantonen Pont-Croix som tillhör arrondissementet Quimper. År 2022 hade Mahalon 1 010 invånare.

## Befolkningsutveckling
Antalet invånare i kommunen Mahalon
Referens:INSEE